# Машаи, Эсфандияр Рахим
Эсфандияр Рахим Машаи (перс. اسفندیار رحیم‌مشایی‎; род. 16 ноября 1960 года, Рамсар) — иранский государственный деятель, с 17 по 25 июля 2009 года был первым вице-президентом страны.

## Биография
Рахим Машаи родился в Рамсаре (остан Мазендеран) в 1960 году. Работал в правительстве при президенте Махмуде Ахмадинежаде, был начальником штаба с 2009 по 2013 год и первым вице-президентом Ирана в течение одной недели в 2009 году, пока его не сняли с должности по приказу высшего руководителя аятоллы Али Хаменеи. Рахим Машаи был близким соратником президента Ахмадинежада, но по мнению многих иранских клерикалов выступал против сложившийся политической системы страны. Машаи придерживается светско-ориентированных и националистических взглядов. Он был подвергнут критике со стороны религиозных консерваторов якобы за приверженность «девиантным тенденциям», например за то, что ставит иранское культурное наследие и национализм выше ислама, а также за критику Совета экспертов и теократической доктрины исламских юристов. Рахим Машаи выступает за то, чтобы удалить духовенство из политической жизни страны. Рахима можно охарактеризовать как прагматичного, умеренного консерватора с «либеральными взглядами на культурные и социальные вопросы».
11 мая 2013 года благодаря общественной поддержке и с одобрения уходящего с поста президента Ахмадинежада, Машаи заявил, что будет баллотироваться на пост президента на предстоящих выборах. Тем не менее, его кандидатуру сняли с выборов решением Совета стражей конституции. Махмуд Ахмадинежад выразил протест против дисквалификации Рахима и назвал решение Совета стражей конституции актом «угнетения».